# Родриго Рато
Родриго де Рато и Фигаредо (на испански: Rodrigo de Rato y Figaredo) е испански политик от Народната партия.

## Биография
Роден е на 18 март 1949 г. в Мадрид в заможно семейство на производители на текстил от Астурия. През 1974 г. завършва бизнес администрация в Калифорнийския университет - Бъркли.
От 1977 г. се занимава активно с политика. През 1996-2004 г. е министър на икономиката в правителството на Хосе Мария Аснар, на което е също втори (1996-2003) и първи вицепремиер (2003-2004). От 2004 до 2007 г. е управляващ директор на Международния валутен фонд. След това става президент на испанската банка Каха Мадрид.